# Bronisław Warowny
Bronisław Warowny, ps. Walenty Dębień (ur. 1 września 1911 w Starej Dąbii, zm. 21 listopada 1985) – polski dziennikarz, ekonomista i polityk, poseł do Krajowej Rady Narodowej oraz na Sejm PRL II, III i IV kadencji.

## Życiorys
Uzyskał wykształcenie średnie, z zawodu dziennikarz i ekonomista. Przed wybuchem II wojny światowej działał w Związku Młodzieży Wiejskiej RP „Wici”, którego był prezesem w Garwolinie. W 1938 pełnił funkcję wiceprezesa zarządu wojewódzkiego Stronnictwa Ludowego w Warszawie. Pracował na kierowniczych stanowiskach w spółdzielczości na terenach powiatów garwolińskiego i ryckiego. Podczas okupacji niemieckiej zajmował się organizacją Batalionów Chłopskich, był też ich komendantem powiatowym w Garwolinie pod pseudonimem Walenty Dębień. 3 stycznia 1946 objął mandat posła do Krajowej Rady Narodowej z ramienia Polskiego Stronnictwa Ludowego. W funkcjonującej do 1947 KRN pracował w Komisji Organizacyjno-Samorządowej. W 1948 objął funkcję wiceprezesa zarządu głównego Centrali Rolniczej Spółdzielni „Samopomoc Chłopska”. Zasiadał w radzie naczelnej PSL, z którym w 1949 przystąpił do Zjednoczonego Stronnictwa Ludowego. W latach 1949–1956 był wiceprzewodniczącym centralnej komisji kontroli ZSL, zasiadając także w radzie naczelnej partii; następnie był wieloletnim członkiem naczelnego komitetu ZSL. W 1953 został zastępcą redaktora naczelnego „Zielonego Sztandaru”. Pełnił też funkcję prezesa zarządu Centralnego Związku Spółdzielni Mleczarskich. W 1957, 1961 i 1965 uzyskiwał mandat posła na Sejm PRL w okręgach kolejno Garwolin i dwukrotnie Otwock. W Sejmie II i III kadencji był przewodniczącym Komisji Handlu Wewnętrznego, w II kadencji również członek Komisji Spraw Zagranicznych, a w IV Komisji Planu Gospodarczego, Budżetu i Finansów.
Był żonaty z Heleną z domu Przybysz (1909–2010). Pochowany na Cmentarzu Wojskowym na Powązkach (kwatera C39-6-2).

## Odznaczenia
- Order Krzyża Grunwaldu III klasy
- Order Sztandaru Pracy I klasy
- Krzyż Oficerski Orderu Odrodzenia Polski
- Krzyż Kawalerski Orderu Odrodzenia Polski (1955)[2]
- Medal 10-lecia Polski Ludowej (1955)[3]
- Pamiątkowy Medal z okazji 40. rocznicy powstania Krajowej Rady Narodowej (1983)[4]
- Odznaka 1000-lecia Państwa Polskiego (1966)[5]